# Rocco Siffredi
Rocco Siffredi és el nom artístic de Rocco Antonio Tano (Ortona, Abruços, 4 de maig de 1964), una estrella del porno italià que ha actuat en més de 1.300 pel·lícules.
És considerat un actor de culte per les dimensions del seu penis (24 cm de longitud en estat erecte) i per la seva gran resistència sexual. El 2006 va escriure la seva autobiografia, Roco by Rocco. Des de l'any 2007 és director i productor dintre del gènere pornogràfic. L'any 2008 va llançar una línia de roba.
Està casat amb l'actriu porno hongaresa Rosa Caracciolo i té dos fills, Lorenzo (1996) i Leonardo (1999).
L'any 2016 es va presentar la pel·lícula documental Rocco on, a partir dels seus records d'infantesa, l'actor explora la seva relació amb el sexe, la família i el món del cinema pornogràfic.